# Asterocalyx
Asterocalyx — рід грибів родини Sclerotiniaceae. Назва вперше опублікована 1912 року.

## Класифікація
До роду Asterocalyx відносять 3 види:
- Asterocalyx ecuadorenis
- Asterocalyx ecuadorensis
- Asterocalyx mirabilis